# Escravidão no Mali
A escravidão no Mali persiste até os dias de hoje, com cerca de 200.000 pessoas mantidas em servidão direta à um senhor. Desde 2006, um movimento chamado Temedt tem ativamente lutado no país contra a persistência da escravidão e a discriminação associada aos ex-escravos. Segundo relatos, durante a Rebelião tuaregue de 2012, ex-escravos foram recapturados por seus antigos senhores.
A escravidão no Mali existia entre diferentes grupos étnicos do Mali Pré-imperial antes da conquista muçulmana. A escravidão aumentou em importância com o tráfico árabe de escravos através do Saara durante a Idade Média. Após o colapso do Império do Mali (ca. 1600), a escravidão foi incrementada e o tráfico escravista tornou-se uma parte essencial da economia dos tuaregues, mandês e fulas, comunidades que se tornariam os principais grupos étnicos do Mali.
Quando a área esteve sob controle colonial da França, em 1898, como Sudão Francês, as autoridades francesas aboliram formalmente a escravidão, em 1905. Apesar desta declaração, os padrões tradicionais de servidão persistiram. Embora alguns escravos terem deixado sua posição de servidão após a declaração de 1905, muitos permaneceram nela, e em grande parte do país, a escravidão continuou mais ou menos livremente. Com a abertura política que se seguiu à fundação da Quarta República Francesa (1946) um grande número de escravos deixaram sua condição e o problema da escravidão tornou-se uma questão política fundamental para a União Sudanesa - Assembleia Democrática Africana (US-RDA), principal partido político do país.
Quando a República do Mali conquistou a independência em 1960, o governo tentou minar ainda mais a instituição da escravidão, mas os esforços foram em grande parte paralisados durante a ditadura militar de Moussa Traoré, entre 1968 e 1991.